# Henry de Beaumont, 1. Earl of Warwick

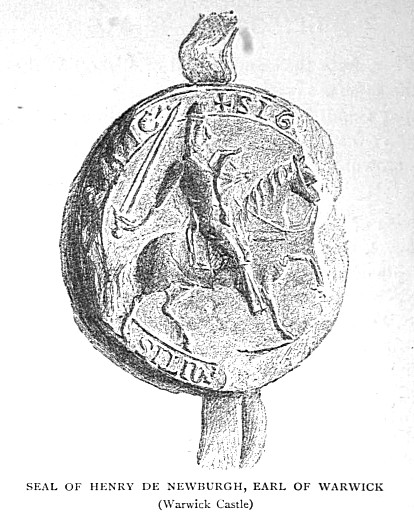
Siegel des Ritters Henry de Beaumont, 1. Earl of Warwick

Henry de Beaumont, 1. Earl of Warwick (* Le Neubourg bei Louviers, Département Eure; † 20. Juni 1119) war ein normannischer Adeliger. Nach seinem Geburtsort wurde er auch Henry de Newburgh oder Henry de Neubourg genannt.
Henry war der jüngere Sohn von Roger de Beaumont und Adeline of Meulan, der Tochter von Waleran III., Graf von Meulan. Er erbte die kleinere Herrschaft von La Neubourt in der mittleren Normandie.
De Beaumont steht auf der Liste der Ritter, die gemeinsam mit Wilhelm dem Eroberer nach England kamen, scheint aber an der Schlacht bei Hastings nicht teilgenommen zu haben. Er verbrachte den größten Teil seines Lebens in der Normandie, sein Name findet sich auch nicht im Domesday Book. Eine führende Rolle spielte er bei der Versöhnung des Eroberers mit seinem ältesten Sohn Robert im Jahr 1081; er stand hoch in der Gunst des Königs. Ihm wurden zahlreiche Ehrungen zuteil, 1068 wurde er Constable von Warwick Castle, kurz darauf übergab ihm König William die Burg mit dem ganzen Bezirk und Anwesen. 1079 wurde er vom König zum Berater ernannt, am 12. April 1080 in der Normandie zum Baron of the Exchequer ernannt.
Als 1088 eine Reihe von Baronen unter Führung von Odo von Bayeux gegen Wilhelms Sohn und Nachfolger König Wilhelm Rufus rebellierten, zählte de Beaumont zu den wichtigsten Unterstützern von Wilhelm Rufus bei der Niederschlagung des Aufstandes. Zur Belohnung ernannte ihn der König zum Earl of Warwick und übergab ihm umfangreichen Grundbesitz in England. Der „Bear and Ragged Staff“ war das Abzeichen von Guy, einem bedeutenden Kämpfer gegen die Dänen, Henry nahm es mit seiner Erhebung zum Earl als sein Symbol an, seitdem wird des von den nachfolgenden Earls von Warwick verwendet. Odericus teilt mit, dass er sich diese Ehre durch seinen Wert und seine Loyalität verdient habe, Wace bezeichnet ihn als tapferen Mann. De Beaumont war einer der Begleiter und Freunde von Heinrich I., als sich 1100 um die Frage der Nachfolge von König Meinungsverschiedenheiten unter den Baronen entwickelten, ging die Entscheidung für Heinrich vor allem auf seinen Rat zurück. Als sich im folgenden Jahr eine Anzahl der Barone offen oder versteckt gegen den König wandte, um Herzog Robert die Krone zu verschaffen, zählte er mit seinem Bruder zu den wenigen, die dem König treu blieben.
König Heinrich I. dankte ihm, indem er ihn 1106 als Nachfolger des Walisers Hywel ap Goronwy zum Lord of Gower ernannte und ihm die Erlaubnis gab, die südwalisische Halbinsel zu erobern. De Beaumont begann um 1107 mit der Eroberung von Gower und errichtete als Mittelpunkt seiner neuen Herrschaft Swansea Castle, dazu errichtete er eine Reihe von weiteren Burgen. 1116 konnte er einen Angriff des walisischen Fürsten Gruffydd ap Rhys auf Swansea zurückschlagen.
Von seinem Charakter her galt Henry ein ruhiger und zurückgezogener Mensch, der von seinem Bruder Robert de Beaumont, 1. Earl of Leicester, der als einer der brillantesten Männer Englands galt, deutlich überstrahlt wurde.
Nach seinem Tod 1119 wurde er in der Abtei von Les Préaux bestattet.

## Familie
Vor 1100 heiratete Henry Marguerite, die Tochter von Geoffrey II. von Perche und Beatrix von Montdidier und hatte mit ihr fünf gemeinsame Kinder:
1. Roger de Beaumont, 2. Earl of Warwick
2. Henry de Neubourg
3. Robert de Neubourg, Chef-Justiziar in der Normandie
4. Rotrou († 27. November 1183), Bischof von Évreux, später Erzbischof von Rouen, war Chef-Justiziar und Steward der Normandie
5. Geoffroy

Sein ältester Sohn Roger erbte den Großteil der Güter in England und den Titel Earl of Warwick, sein Sohn Henry erbte vermutlich Güter in Dorset und Devon, während Robert die Besitzungen in der Normandie erbte.